# مانکی هیل
مانکی هیل (به لاتین: Monkey Hill) یک شهرک در سنت کیتس و نویس است که در پریش سنت پیتر باستر در جزیره سنت کیتس واقع شده‌است.